# 沃尔夫冈·赖因哈特
沃尔夫冈·赖因哈特（德語：Wolfgang Reinhardt，1943年5月6日—2011年6月11日），德国男子田径运动员。他曾代表德国联队参加1964年夏季奥林匹克运动会田径比赛，获得男子撑竿跳高银牌。